# 弗里多尼亞 (印地安納州)
弗里多尼亞（英語：Fredonia）是位於美國印地安納州克勞福德縣的一個非建制地區。該地的面積和人口皆未知。

## 地理
弗里多尼亞的座標為38°10′41″N 86°22′59″W / 38.17806°N 86.38306°W，而該地的平均海拔高度為202米（即663英尺）。